# Archäologisches Museum Chimtou
Das Archäologische Museum Chimtou (Gemeinde Soukh El Jomma, Gouvernement Jendouba) befindet sich im Bereich der antiken Stadtanlage von Simitthu/Chimtou im Nordwesten von Tunesien. Es wurde auf Initiative des tunesischen Institut National du Patrimoine (INP) und des Deutschen Archäologischen Instituts (DAI) gebaut und im Jahr 1997 eingeweiht.

## Geschichte
Der Schwerpunkt des Museums liegt auf den Ergebnissen der deutsch-tunesischen Forschungsarbeiten von 1965 bis 1995 in der antiken Stadt Simitthu/Chimtou. Themen sind unter anderem die regionale Geologie Nordwesttunesiens, die Urgeschichte von Simitthu von 500 bis 100 v. Chr., das hellenistisch-numidische Höhenmonument, die numidischen Grabbauten, der in den Steinbrüchen von Simitthu abgebaute gelbe Marmor numidicum und die römische Colonia Iulia Augusta Numidica Simitthensium. Zudem stellt das Museum auch archäologische Funde aus der Umgebung von Chimtou aus. 

## Gebäude

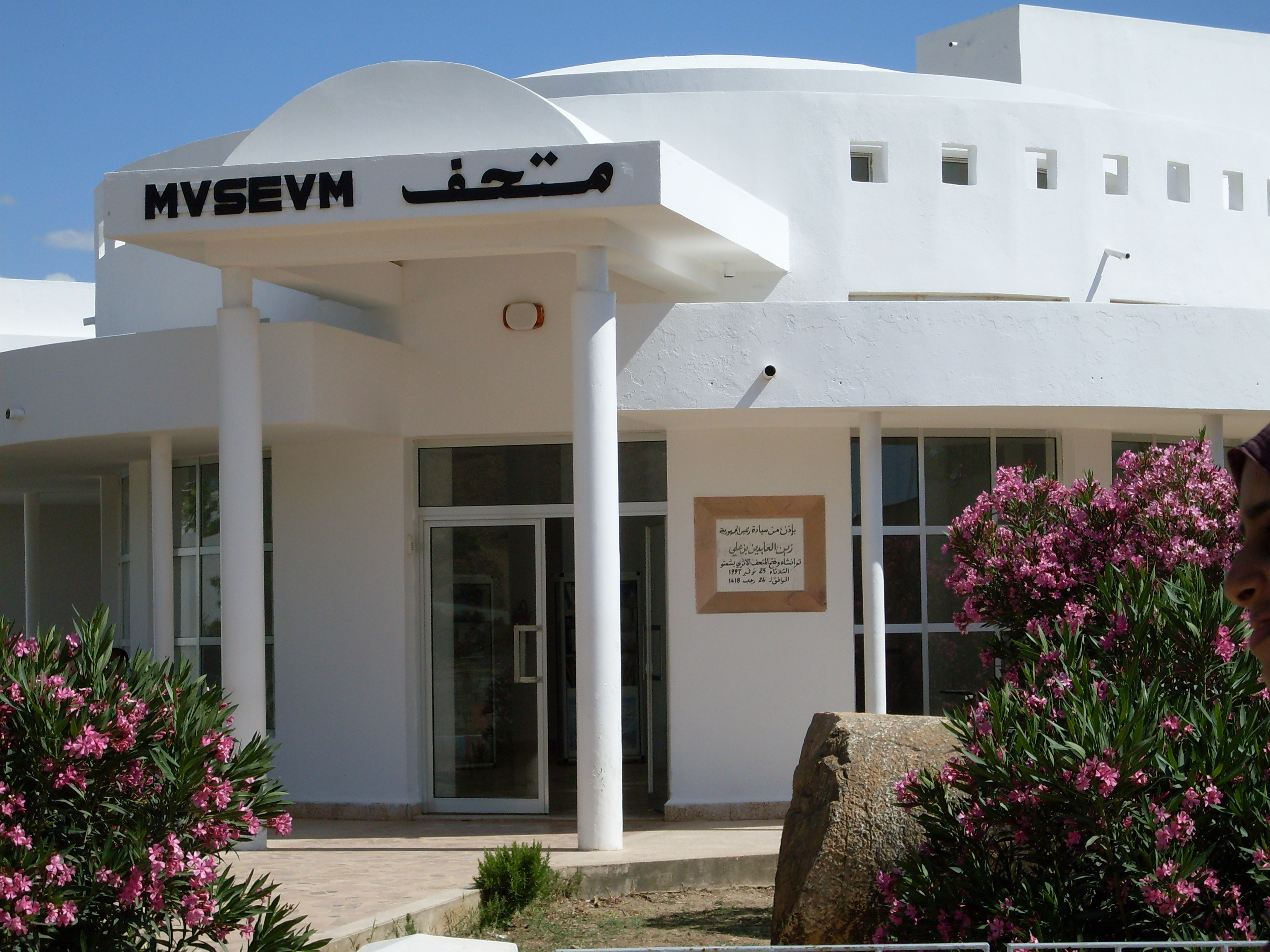
Eingang des Museums

Das Gebäude wurde vom Architekten Jan Martin Klessing entworfen und zwischen 1992 und 1997 gebaut. Es befindet sich auf dem Gelände eines stillgelegten, modernen Marmorwerkes. Der weiß verputzte, eingeschossige Massivbau mit Flachdach ist durch eine zurückhaltende Formensprache gekennzeichnet. Über eine Eingangsrotunde ist eine Abfolge mehrerer Ausstellungsräume, eines Lesungssaal und eines Informationsraums zu erreichen, die um einen Innenhof gruppiert sind. Die Fläche beträgt insgesamt 1500 m². Im zentral gelegenen Innenhof des Museums ist die östliche Fassade des hellenistisch-numidischen Höhenheiligtums mit den bedeutenden Fragmenten der Architekturdekoration aus dem 2. Jahrhundert v. Chr. in Originalgröße rekonstruiert. Ein begehbares Dach ermöglicht den gleichzeitigen Blick auf das Monument im Innenhof und auf seine ursprüngliche Position auf dem Gipfel des Djebel Chemtou (Bourfifa). Der Innenhof bietet außerdem Raum für Konzerte sowie Freilichttheater und kann bis zu 200 Besucher aufnehmen. Insgesamt ist der museographische Komplex, welcher auch die archäologische Stätte beinhaltet, etwa 10.000 m² groß.

## Museologisches Konzept

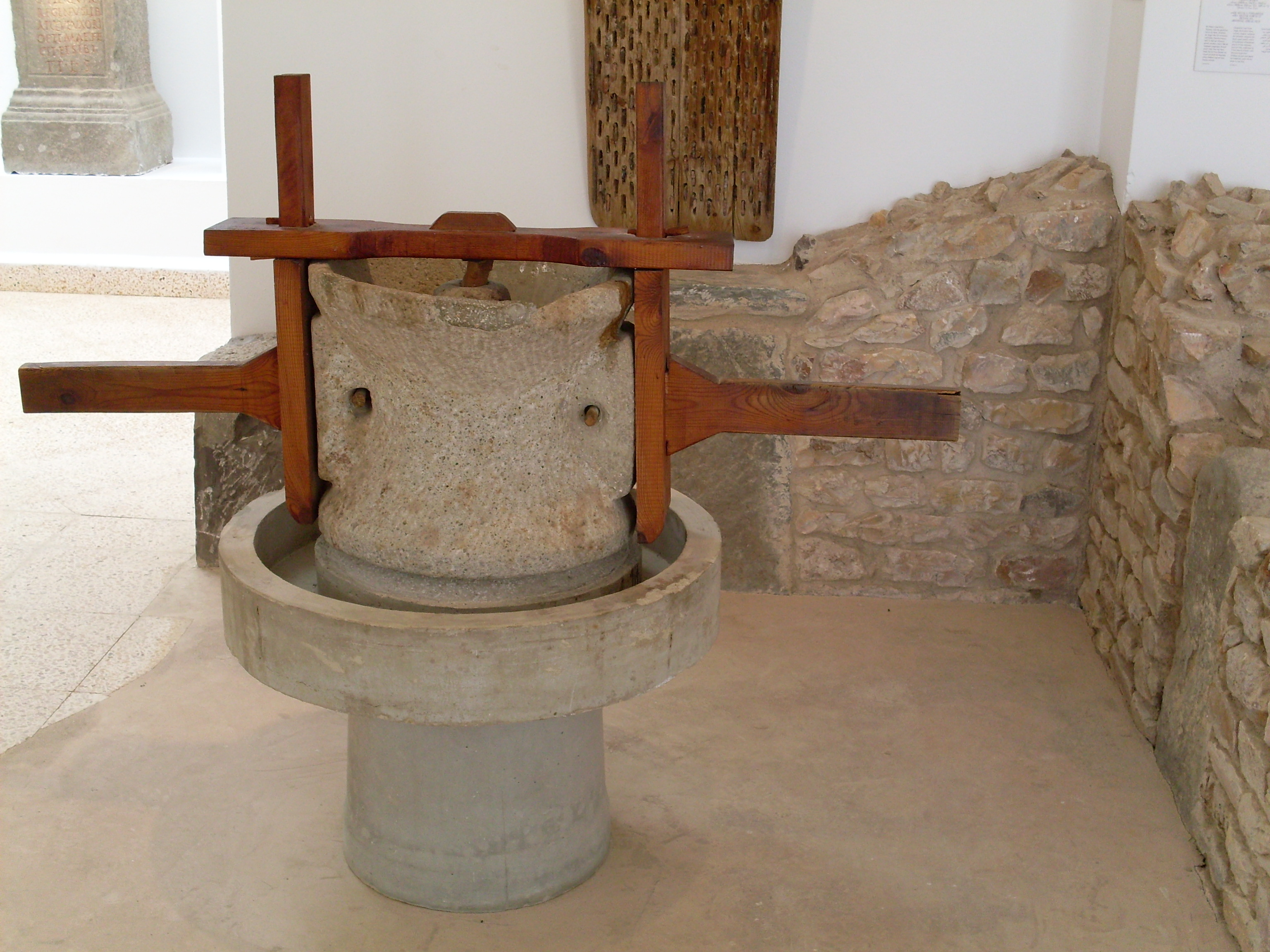
Modell der römischen Turbinenmühle

Während das Gebäude aus tunesischen Mitteln finanziert wurde, kam für Inneneinrichtung und Museologie die Kulturabteilung des Auswärtigen Amtes auf. Das Konzept des Museums wurde von Christoph B. Rüger und Martin Hartmann entwickelt. Die Forschungsergebnisse werden über Schaubilder, Originalfunde, Modelle (z. B. ein funktionierendes Modell einer römischen Turbinenmühle) und Vitrinen-Arrangements vermittelt. Außerdem gibt es eine Videotour zu den Themen des Museums, die 1999 mit Unterstützung der Ernst-von-Siemens-Stiftung erstellt wurde und die Forschungsergebnisse zwischen 1965 und 1999 in fünf verschiedenen Sprachen zusammenfasst. 

## Schatzfund
Bei den Bauarbeiten kam es im Jahr 1993 zu einem spektakulären Goldfund von 1447 Münzen aus römischer Zeit.